# Chilonopsis
Chilonopsis es un género extinto de caracoles de la familia Achatinidae. Todas las especies se encontraron en Santa Helena

## Especies
Las especies dentro del género Chilonopsis incluyen:
- Chilonopsis blofeldi
- Chilonopsis exulatus
- Chilonopsis helena
- Chilonopsis melanoides
- Chilonopsis nonpareil
- Chilonopsis subplicatus
- Chilonopsis subtruncatus
- Chilonopsis turtoni